# Търтей
Търтей се нарича мъжкият екземпляр при пчелите.
Той се развива от неоплодени яйца, отложени от пчелата майка. Този факт е бил известен още на Аристотел. Причината търтеевите яйца да останат неоплодени се дължи на факта, че пчелата майка не пуска сперматозоиди от семеприемника и по този начин от влагалището ѝ излизат неоплодени яйца. Затова търтеят няма баща – има майка и дядо.
Търтеите служат за оплождане на майката.

## Външен вид
Търтеят е по-голям (дължина 15 – 17 мм и тегло 200 мг.) и с по-развити осезателни органи от пчелите работнички. Очите са големи, а антенките сравнително дълги, хоботчето е късо, гърдите са широки. При тях липсва сакче за събиране на цветен прашец, липсва жило, като на това място се намират съвкуплителните му органи. Коремчето има овална форма като накрая е закръглено. Броят на търтеите в пчелното семейство варира в зависимост от сезона – от единични бройки през зимата при семейства със стари майки до 300 – 500 през пролетта и даже 2 – 3 хиляди през пролетта и лятото.

## Развитие
Целият цикъл на развитие на търтеите от яйце до излюпване продължава 24 дена: 3 дена яйце, 7 дена – ларва, 4 дена – пред-какавида, 10 дена – какавида.
За развитието на един търтей се изразходва храна колкото за три пчели-работнички.
Пчелата майка снася търтеевите яйца в килийки, които са по-големи от тези на пчелите-работнички. Това са т.нар. търтееви килийки, които имат размери 8 мм. в диаметър. Три дни по-късно се излюпва ларва. Веднага пчели кърмачки започват да я хранят с пчелно млечице през първите три дни.
Ларвата се развива за 7 денонощия след което престава да се храни и се превръща в какавида. Следващия 14-дневен период на развитие се дели на 4-дневен период на предкакавида и 10-дневен период на същинска какавида.
Така пълното развитие от яйце до имаго продължава 24 дена.
Понякога е възможно майката да снесе търтеево яйце в по-малки килийки и така се излюпват търтеи с по-малки размери.
Търтеите са временни членове на семейството. Появяват се през пролетта и в повечето случаи умират или биват изпъдени от пчелите в края на лятото. Те не извършват никаква друга работа, освен да участват в оплождането на майката.
Търтеи, които са участвали в оплождането на майката, загиват – поради откъсването на половия им апарат във влагалището на майката.
Способността си да оплождат търтеите запазват около 50 дни, след което стават неспособни.
Търтеи, излюпени от яйца на пчела търтовка или опаразитени през ларвения период от кърлежа на вароатозата, не са в състояние да оплождат майките. те са с понижена жизненост и не са способни да участват конкурентно в надпреварата да догонят майките.
Броят на търтеите в пчелните семейства прогресивно се увеличава през пролетта. Колкото и да се стреми пчеларят да изрязва търтеевото пило, през пролетта пчелите бързо почистват килийките и майката отново ги осеменява.
Изрязването на запечатаното търтеево пило е по-добрият вариант за справяне и служи за естествена, биологична борба срещу вароатозата.

## Значение
Единствената роля на търтеите е да осеменят новоизлюпената млада плодна майка. За целта търтеите се събират на определени места на открито, наречени Търтееви сборища.
Брачният танц се извършва извън кошера високо във въздуха. Търтеите летят на 8 – 10 метра височина и се насочват към така наречените търтееви сборища. Тези сборища могат да се намират на разстояние от 5 до 10 километра от кошера и винаги са на почти едни и същи места. Използвайки големите си очи и обосрни сетива, търтеите забелязват прелитащите майки и ги последват. Всяка майка се осеменява с 8 – 10 търтея. При този процес оплодителните органи се откъсват от коремчето на мъжкия и остават във влагалището, а самият търтей умира.
Когато търтеите оплождат майката, тя никога не е от собственото семейство. По този начин се избягва близко-родствено кръстосване.
При оплождане на майката търтеите предават наследствените качества на своята майка, както и на своя дядо. Спорно е точно каква част от генетичната информация се предава чрез търтеите. Според някои автори, търтеите предават по-голямата част (до 75%) от наследствените качества, а според други – поравно с майката.
След оплождането пчелите изгонват търтеите извън кошера. Те са изпълнили своята функция и поради факта, че изяждат три пъти повече мед от пчелата работничка те не са вече нужни за семейството.
Най-много търтеи излитат от кошера между 13 и 15 ч. при тихо време и температура на въздуха 22 – 32 градуса. За първи път търтеите излитат след 4-тия ден от излюпването си. Най-голямо брой излитат след 10-12-ия ден и по-малко – след 16-ия ден. По-голямата част от търтеите извършват дневно по 2 – 4 полета.